# Ulrick Chavas
Ulrick Chavas est un footballeur français né le 17 octobre 1980 à Firminy. Il évolue au poste de milieu de terrain.

## Biographie
Formé à l'USF Le Puy, Ulrick Chavas rejoint le Toulouse FC qui évolue en Ligue 2, lors de la saison 2002-2003. Il joue huit matchs de championnat et termine champion de Ligue 2. La saison suivante, il est prêté au FC Sète pour gagner du temps de jeu en National.
En 2004, il quitte le club toulousain pour rejoindre le Nîmes Olympique, pensionnaire de National. Il trouve rapidement sa place de l'équipe type après une première saison correct où il joue vingt match de championnat. Au total, il participe à quatre-vingt neuf matchs en trois saisons et marque huit buts.
Ulrick évolue par la suite au poste de milieu latéral au sein du Vannes OC de 2007 à 2009. Après une saison titulaire en National avec quarante matchs toutes compétitions confondues lors de laquelle le club est champion, il vit une seconde saison plus difficile en Ligue 2 où il ne joue que cinq matchs de championnat. 
Lors de l'intersaison 2009, il participe au stage de l'UNFP destiné aux joueurs sans contrat, avant de rejoindre l'AS Moulins, qui évolue en National. Le club termine 17e et est relégué et il quitte le club pour le FC Martigues en CFA. Dès la première saison, le club termine à la seconde place de son groupe et est promu en National. Titulaire pendant deux saisons, il vit une nouvelle relégation et quitte le club pour rejoindre l'Uzès Pont du Gard. 

## Statistiques
| Saison                | Club                  | Championnat           | Championnat | Championnat | Coupe(s) nationale(s) | Coupe(s) nationale(s) | Total | Total |
| Saison                | Club                  | Division              | M.          | B.          | M.                    | B.                    | M.    | B.    |
| 2002-2003             | Toulouse FC           | Ligue 2               | 8           | 0           | 3                     | 0                     | 11    | 0     |
| 2003-2004             | FC Sète (prêt)        | National              | 16          | 4           | -                     | -                     | 16    | 4     |
| 2004-2005             | Nîmes Olympique       | National              | 20          | 0           | 4                     | 1                     | 24    | 1     |
| 2005-2006             | Nîmes Olympique       | National              | 33          | 5           | -                     | -                     | 33    | 5     |
| 2006-2007             | Nîmes Olympique       | National              | 31          | 2           | 1                     | 0                     | 32    | 2     |
| 2007-2008             | Vannes OC             | National              | 35          | 1           | 5                     | 0                     | 40    | 1     |
| 2008-2009             | Vannes OC             | Ligue 2               | 5           | 0           | 2                     | 0                     | 7     | 0     |
| 2009-2010             | AS Moulins            | National              | 26          | 0           | 2                     | 2                     | 28    | 2     |
| 2010-2011             | FC Martigues          | CFA                   | 31          | 5           | 5                     | 1                     | 36    | 6     |
| 2011-2012             | FC Martigues          | National              | 30          | 3           | 1                     | 0                     | 31    | 3     |
| 2012-2013             | Uzès Pont du Gard     | National              | 18          | 0           | 2                     | 1                     | 20    | 1     |
| Total sur la carrière | Total sur la carrière | Total sur la carrière | 253         | 20          | 25                    | 5                     | 278   | 25    |

## Palmarès
Il est Champion de France de Ligue 2 en 2003 avec le Toulouse FC et Champion de France de National en 2008 avec le Vannes OC.